# Herezja wolnego ducha
Herezja wolnego ducha – herezja, zdefiniowana przez dekret Soboru w Vienne Ad nostrum z 1312, która miała występować w różnych regionach Europy między XIII a XV wiekiem, a jej domniemani przedstawiciele byli prześladowani przez Kościół katolicki. Jej zasadniczą cechą miał być antynomizm, czyli odrzucenie norm moralnych. Ruch heretycki, który miał ją wyznawać, katoliccy pisarze określali jako Bractwo Wolnego Ducha, a nierzadko używali także innych, często pejoratywnych określeń. W literaturze przedmiotu nie ma jednolitych poglądów na rzeczywisty charakter i stopień zorganizowania tej herezji.

## Doktryna według dekretuAd nostrum
Według dekretu soborowego Ad nostrum z 5 kwietnia 1312, Bractwo Wolnego Ducha miało wyznawać następujące heretyckie poglądy:
1. człowiek, w swym doczesnym życiu, jest zdolny osiągnąć taki poziom doskonałości, który czyni go bezgrzesznym i sprawia, że nie potrzebuje żadnej dodatkowej łaski od Boga
2. człowiek, który osiągnął taki poziom doskonałości, nie musi modlić się ani pościć, gdyż w tym stanie jego żądze i zmysłowość są w pełni podporządkowane duchowi i rozumowi, co sprawia, że może swobodnie spełniać zachcianki ciała
3. człowiek, który osiągnął ów stan doskonałości, nie jest zobowiązany do podporządkowywania się jakiejkolwiek władzy doczesnej ani do posłuszeństwa wobec Kościoła
4. człowiek może osiągnąć w tym życiu stan błogosławieństwa równy pod każdym względem stanowi możliwemu do osiągnięcia przez błogosławionych w Niebie
5. dusza jest ze swej natury w stanie błogosławionym i nie potrzebuje światła łaski Bożej, aby zostać dopuszczoną do oglądania Boga
6. dobre uczynki są konieczne jedynie dla ludzi niedoskonałych, natomiast dusza człowieka, który osiągnął stan doskonałości, nie potrzebuje ich
7. całowanie kobiety jest grzechem śmiertelnym, gdyż nie wynika z natury, ale z drugiej strony akt seksualny grzechem nie jest, zwłaszcza pod wpływem pożądania, gdyż wynika z natury
8. człowiek, który osiągnął stan doskonałości, podczas podniesienia Ciała i Krwi Chrystusa, nie powinien ich adorować, gdyż rozważanie o sakramencie Eucharystii byłoby przejawem niedoskonałości i zniżaniem się z poziomu najwyższej kontemplacji.

## Początki w XIII wieku
Według poglądów dawniejszej historiografii, początki herezji wolnego ducha, wiązano ze skłaniającymi się ku panteizmowi doktrynami Amalryka z Bène i Ortlieba ze Strasburga z początku XIII wieku. Nowsze badania wskazują jednak, że wystąpienia Amalryka i Ortlieba miały charakter odosobnionych incydentów, które nie pociągnęły za sobą powstania trwałych ruchów religijnych.
Bardziej prawdopodobne jest, że genezy tej herezji należy upatrywać z powstaniem i rozwojem w ciągu XIII wieku wspólnot tzw. begardów i beginek. Były to grupy świeckich, którzy decydowali się na życie we wspólnocie i ubóstwie, na podobieństwo zakonów żebraczych, ale w przeciwieństwie do nich nie składały ślubów wieczystych (zwłaszcza ślubów posłuszeństwa wobec hierarchii kościelnej) i nie odcinały się całkowicie od życia świeckiego. Było to związane z dużą popularnością idei powrotu do życia na wzór Jezusa i jego Apostołów (tzw. vita apostolica). Na fali tej popularności zwolenników zyskiwały heretyckie ruchy katarów i waldensów (potępione w 1184), ale także ortodoksyjne zakony franciszkanów i dominikanów (zatwierdzone odpowiednio w 1209 i 1216).
Stosunek władz kościelnych do powstających konwentów begardów i beginek był ambiwalentny. Z jednej strony tolerowano je, a niekiedy nawet wspierano, traktując je jako atrakcyjną dla świeckich alternatywę wobec ruchów heretyckich (np. w Tuluzie). Z drugiej jednak strony, uchwały Soboru laterańskiego IV z 1215 zakazywały tworzenia nowych zakonów. W konsekwencji, nieuregulowany status kanoniczny tych wspólnot sprawiał, że nie podlegały one nadzorowi ze strony hierarchii kościelnej, a to narażało je na zawiść i podejrzliwość ze strony regularnego duchowieństwa. Wysuwano wobec nich zarzuty o hipokryzję, rozwiązłość seksualną, a także o naruszenia dyscypliny kościelnej (zwł. nieautoryzowane głoszenie kazań).
Podczas obrad Soboru w Lyonie w 1274 przeciwnicy begardów i beginek przeprowadzili propagandowy atak na te wspólnoty i doprowadzili do odnowienia i potwierdzenia postanowień z 1215 o zakazie tworzenia nowych zakonów. Pojawiły się propozycje, by wspólnoty beginek rozwiązać, a ich członkiniom nakazać zamążpójście lub wstąpienie do uznanych prawnie zakonów. W 1290 w Kolmarze odnotowano pierwsze formalne oskarżenia o herezję wobec begardów i beginek. 
Podejrzenia o herezję wzmagało zainteresowanie ze strony begardów i beginek mistycyzmem. Wiadomo, że II połowie XIII wieku nastąpił wzrost popularności mistycyzmu wśród świeckich, co wywoływało niepokój władz kościelnych, które straciły kontrolę nad tym zjawiskiem. Tworzące się grupy świeckich mistyków, często (choć nie zawsze) powiązane z konwentami begardów lub beginek, nie były ujęte w żadne instytucjonalne ramy w Kościele, co sprzyjało powstawaniu wśród nich nieortodoksyjnych koncepcji teologicznych oraz odrzucaniu przez nie hierarchii kościelnej.

## Potępienie
Na początku XIV wieku władze kościelne różnego szczebla wykonały szereg ruchów wymierzonych w domniemany "heretycki mistycyzm", które ostatecznie doprowadziły do oficjalnego zdefiniowania i potępienia herezji Bractwa Wolnego Ducha przez Sobór w Vienne w 1312. W 1307 arcybiskup Kolonii Henryk z Virneburga potępił jako heretyckie działające w jego diecezji wspólnoty begardów. Jego dekret jako pierwszy w sposób szczegółowy zarzucał im poglądy antynomistyczne. W kwietniu 1311 papież Klemens V w liście do biskupa Cremony, po raz pierwszy wymienił wprost z nazwy "sektę wolnego ducha", działającą w środkowej Italii, której członkowie rościli sobie prawo do swobody działania z racji tego, jakoby poprzez nich działał bezpośrednio Duch Święty. Prawdopodobnie jednak największy wpływ na zdefiniowanie nowej herezji miał proces beginki Małgorzaty Porete, autorki dzieła mistycznego zatytułowanego Zwierciadło dusz prostych. Odbył on się w latach 1308–1310 przed trybunałem paryskiego inkwizytora Wilhelma z Paryża i zakończył spaleniem oskarżonej na stosie. Przypisane jej poglądy znalazły w znacznej części odzwierciedlenie w treści soborowego dekretu Ad nostrum z 1312. 
Na soborze w Vienne rozważano także likwidację ruchu beginek, jednak ostatecznie tego zaniechano.

## Represje
Oficjalne potępienie nowej herezji w dość krótkim czasie zapoczątkowało prześladowania jej domniemanych zwolenników, które z różnym natężeniem trwały prawie półtora wieku. Pierwsza tego rodzaju akcja została przeprowadzona w Strasburgu w 1317 z inicjatywy miejscowego biskupa Jana z Zürichu. Na jego rozkaz aresztowano członków miejscowych konwentów begardów. W liście skierowanym do duchowieństwa diecezji po zakończeniu śledztwa podał wykaz błędów doktrynalnych, jakich się dopuścili. Obejmowały one z grubsza poglądy opisane w Ad nostrum, a nadto mieli oni odrzucać wiarę w czyściec, piekło i sąd ostateczny. Prawdopodobnie nikogo wówczas nie skazano na śmierć, jednak w wyniku represji wielu begardów zostało wygnanych lub uciekło ze Strasburga i rozprzestrzeniło się po sąsiednich diecezjach. 
Drugi znaczący proces miał miejsce w Kolonii około roku 1326 z inicjatywy miejscowego arcybiskupa Henryka z Virneburga. Tym razem jeden ksiądz został spalony na stosie, a osiem innych osób skazano na więzienie. Niestety, brak wiarygodnych źródeł nie pozwala stwierdzić jednoznacznie, jakie dokładnie zarzuty im postawiono. Jest jednak prawdopodobne, że proces ten miał związek z zainicjowanym przez tego samego arcybiskupa postępowania w sprawie poglądów dominikańskiego mistyka, Eckharta (zm. 1328), któremu zarzucano panteizm i heretycki mistycyzm. Sprawa ta trafiła ostatecznie do Stolicy Apostolskiej. Papież Jan XXII potępił część tez głoszonych przez Echarta jako heretyckich.
Jednym z najbardziej znanych przypadków stwierdzenia herezji wolnego ducha jest proces inkwizycyjny w Świdnicy w 1332. Inkwizytor Jan Szwenkenfeld przesłuchał 16 kobiet z miejscowego konwentu beginek, które przyznały się do wyznawania większości poglądów wymienionych w Ad nostrum. Nie wiadomo niestety, jakie zapadły wyroki, faktem jest jednak, że inkwizytor przesłał oryginały protokołów przesłuchań do kurii papieskiej w Awinionie.
Najwięcej przypadków herezji wolnego ducha odnotowano w Niemczech. Pojedyncze przypadki odnotowano już w latach 1342 (Würzburg), 1350 (Erfurt) i 1356 (Spira), jednak największe nasilenie represji miało miejsce w ciągu dekady po utworzeniu w tym kraju stałych struktur inkwizycji papieskiej w 1364. W 1366 w Strasburgu inkwizytor Heinrich Agro skazał na śmierć beginkę Metzę von Westhoven. Najbardziej aktywny w zwalczaniu herezji wśród begardów i beginek był jednak inkwizytor Saksonii Walter Kerlinger (zm. 1373). W latach 1367–1369 przewodniczył on masowym procesom begardów w Bremie, Magdeburgu, Erfurcie i Nordhausen. W ich wyniku co najmniej dziesięciu begardów zostało spalonych, a setki innych skazano na kary pokutne lub wygnanie. Bardzo dobrze udokumentowany jest proces niejakiego Jana Hartmanna, radykalnego begarda, który został spalony na stosie w Erfurcie jako zatwardziały heretyk. Działalność papieskiej inkwizycji przeciwko begardom zyskała zdecydowane poparcie cesarza Karola IV, który w 1369 wydał kilka edyktów wspomagających inkwizycję
Mimo poparcia cesarza działalność inkwizytorów przeciwko begardom i beginkom spotkała się z licznymi protestami ze strony duchownych oraz świeckich. Wielu z nich uważało, że zarzuty stawiane tym wspólnotom były niesprawiedliwe. W 1368 komisja powołana przez biskupa Strasburga Jana z Luksemburga uniewinniła miejscowe beginki od zarzutu herezji. Pod wpływem tych protestów Grzegorz XI w 1374 i 1377 wydał bulle zalecające inkwizytorom dużą ostrożność w procesach przeciwko członkom tych stowarzyszeń wskazując, że większość z nich to dobrzy i pobożni katolicy, a tylko niektórzy popadają w błędy doktrynalne. Wydanie tych bulli czasowo niemal zbiegło się ze śmiercią Waltera Kerlingera (zm. 1373) i spowodowało znaczne osłabienie aktywności inkwizycji na kilkanaście lat.
Ponowne ożywienie działalności inkwizytorów przeciwko "herezji wolnego ducha" nastąpiło za pontyfikatu Bonifacego IX (1389–1404). Na celowniku papieskich inkwizytorów Aleksandra z Kolonii i Jana Staudera znalazła się przede wszystkim niewielka grupa wędrownych mistyków pod przywództwem niejakiego Mikołaja z Bazylei. Wiadomo, że około 1393 uczniowie Mikołaja zostali schwytani i spaleni w Heidelbergu i Kolonii, a sam Mikołaj został stracony w Wiedniu około 1396. Do procesów domniemanych członków Bractwa Wolnego Ducha doszło też w Meklemburgii, gdzie działał inkwizytor Saksonii Eylard Schöneveld. W latach 1402–1403 w kilku nadbałtyckich miastach spalono na podstawie jego wyroków co najmniej cztery osoby.
W 1411 w Brukseli odbył się proces karmelity Wilhelma z Hildernissen, będącego członkiem sekty zwanej homines inteligentiae. Zgodnie z jego zeznaniami, sekta ta wierzyła, że jej nieżyjący już w chwili procesu przywódca Egidiusz Kantor został oświecony przez Ducha Świętego i był zbawcą ludzkości, nadto czuli się zwolnieni od posłuszeństwa wobec Kościoła i odrzucali jego naukę w dziedzinie moralności i seksualności. Wilhelm wyparł się herezji przed sądem biskupim, zaznaczając, że części poglądów sekty nigdy nie podzielał.

## Kres prześladowań
Sobór w Konstancji w latach 1414–1418 wziął w obronę wspólnoty beginek i begardów, kładąc definitywny kres ich prześladowaniom. Tym samym raptownie zmalała liczba procesów przeciwko domniemanym członkom Bractwa Wolnego Ducha, gdyż na ogół doszukiwano się ich właśnie w tych wspólnotach. Po Soborze w Konstancji procesy przeciwko domniemanym wyznawcom „herezji wolnego ducha” zdarzały się już tylko sporadycznie, ale za każdym razem dotyczyły pojedynczych religijnych ekscentryków, a nie większych grup czy wspólnot. Ostatnim odnotowanym przypadkiem tej herezji jest proces Hansa Beckera, spalonego na stosie w Moguncji w 1458.

## Czy istniało Bractwo Wolnego Ducha?
Historycy jeszcze w XIX wieku (np. H. Ch. Lea) przyjmowali za pewnik, że Bractwo Wolnego Ducha istniało i było jedną z wielu późnośredniowiecznych grup dysydenckich w Kościele katolickim. Nowsze badania wskazują jednak na co innego. Pod pojęciem "herezja wolnego ducha" kryją się najprawdopodobniej jedynie niewielkie grupy i jednostki, wyznające zbliżone do siebie poglądy i niekiedy luźno ze sobą powiązane, ale z pewnością nie tworzące nigdy żadnej zorganizowanej sekty o ustalonej doktrynie i hierarchii. Co więcej, choć wśród owych adeptów mistyki wielu faktycznie głosiło tezy niezgodne ze doktryną Kościoła, jest wątpliwe, czy dekret Ad nostrum oraz protokoły z postępowań inkwizycyjnych wiernie odzwierciedlają ich poglądy. Współcześni historycy podchodzą do inkwizycyjnych źródeł z dużym sceptycyzmem, do czego częściowo przyczyniła się zresztą także rehabilitacja w samym Kościele średniowiecznej mistyki Małgorzaty Porete i Mistrza Eckharta. Ponowna analiza źródeł wykazała, że zarzuty stawiane Małgorzacie były w przeważającej mierze nieprawdziwe i polegały na niepoprawnej interpretacji jej myśli. Odkryto, że jej dzieło Zwierciadło dusz prostych, będące podstawą sformułowanych wobec niej zarzutów herezji, bynajmniej nie zaginęło, lecz przez wieki krążyło w rękopisach po różnych katolickich klasztorach jako dzieło anonimowe. Było ono traktowane jako użyteczna lektura duchowa, nie budząc żadnych podejrzeń o odstępstwa od ortodoksji. Analiza protokołów inkwizycyjnych wskazuje ponadto, że przesłuchania domniemanych członków Bractwa Wolnego Ducha były prowadzone w sposób schematyczny, nierzadko ze z góry przyjętym założeniem, że podsądny wyznaje w pełni poglądy potępione w Ad nostrum, co wyrażało się m.in. w sposobie formułowania i zadawania pytań. Niekiedy zresztą zeznania te były wymuszane torturami, a w kilku przypadkach treść zeznań wskazuje na możliwe zaburzenia psychiczne u przesłuchiwanych. Szczególne wątpliwości budzą zniesławiające zarzuty o odrzucanie norm moralnych i libertynizm. Wrogość ze strony duchowieństwa (a nierzadko też pospólstwa) wobec begardów i beginek i rozmaitych religijnych ekscentryków, a także ich tryb życia i izolowanie się od reszty społeczeństwa, sprzyjały podejrzliwości i pomówieniom. Zeznania potwierdzające te zarzuty najczęściej polegały na przekazywaniu wiedzy zasłyszanej lub interpretowaniu przez podejrzanych niektórych dziwnych zachowań ich nauczycieli czy współtowarzyszy. Rzadko natomiast dokumenty dostarczają dowodów rzeczywistej rozwiązłości. Z pewnością część podejrzanych istotnie była przekonana, że dzięki doświadczeniom mistycznym są w stanie osiągnąć doskonałość i w związku z tym odrzucali instytucję Kościoła, jego doktrynę i sakramenty, jest jednak mało prawdopodobne, by zarzuty o antynomizm były prawdziwe.